# Illya Kvasnytsya
Illya Kvasnytsya (en ukrainien : Ілля Квасниця), né le 20 mars 2003 à Doroshivtsi (en) en Ukraine, est un footballeur ukrainien évoluant au poste d'ailier droit au Rukh Lviv.

## Biographie

### En club
Né à Doroshivtsi (en) en Ukraine, Illya Kvasnytsya est notamment formé par le Rukh Lviv, où il commence sa carrière professionnelle. Il joue son premier match en professionnel le 7 décembre 2022, lors d'une rencontre de première division ukrainienne, face au Tchornomorets Odessa. Il entre en jeu à la place de Viv Solomon-Otabor (en) et les deux équipes se neutralisent (2-2 score final),.
Il inscrit son premier but en professionnel le 6 août 2023, lors d'une rencontre de championnat face au Vorskla Poltava. Entré en jeu, il participe à la victoire de son équipe par quatre buts à un.

### En sélection
Illya Kvasnytsya représente l'équipe d'Ukraine des moins de 17 ans, jouant un total de trois matchs avec cette sélection, tous en 2019.
Le 8 septembre 2023, Kvasnytsya joue son premier match avec l'équipe d'Ukraine espoirs contre l'Allemagne. Il entre en jeu et son équipe est battue par deux buts à zéro.